# Pterolophia ochraceopicta
Pterolophia ochraceopicta är en skalbaggsart som beskrevs av Stefan von Breuning 1970. Pterolophia ochraceopicta ingår i släktet Pterolophia och familjen långhorningar. Inga underarter finns listade i Catalogue of Life.